# Баллас

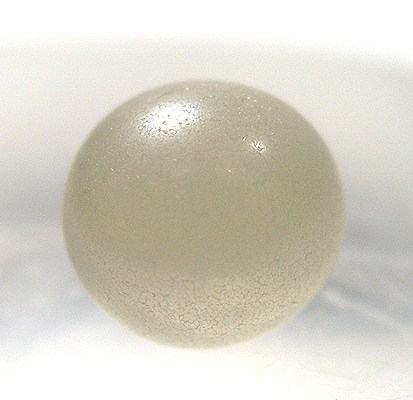
Редкий бразильский баллас

Баллас (ballas, дробеобразный борт, алмазы Кунца) — разновидность мелкозернистых алмазов с оболочкой, более твёрдой, чем ядро.

## Описание
Поликристаллические образования округлой, овальной или грушеобразной формы с радиально-лучистым строением кристаллитов размером до 10—200 мкм. Диаметр агрегатов колеблется от нескольких до 20 мм и более. Известны находки балласов массой до 70—75 карат. Балласы непрозрачны, полупрозрачны или просвечивают, с сильным блеском или матовые. Окраска их изменяется от мутно-белой до серо-стальной.

## Добыча и месторождения
Балласы встречаются в Бразилии, Южной Африке, в России (на Урале и в Якутии).

## Применение
Балласы используются в промышленности, применяются в буровых коронках.